# کاهوی چینی
کاهوی چینی (نام علمی: 'Brassica rapa var. pekinensis') گیاهی از تیره کلم‌سانان است. در چین به دو گروه کاهوی چینی بزرگ (به چینی: 小白菜) و کاهوی چینی کوچک (به چینی: 小白菜) تقسیم می‌شود. 
به انگلیسی به چهار صورت Chinese cabbage
napa cabbage
Chinese leaf
Chinese Leaf Lettuce به کار رفته‌است. 
کاهوی چینی در آشپزی ژاپنی بسیار کاربرد دارد و به عنوان یک سبزی زمستانی بسیار محبوب است. این کاهو پس از دایکون و کلم‌برگ مرتبه سوم در کشت سبزیجات را در ژاپن به خود اختصاص داده است.